# レベッカ (小説)
『レベッカ』（Rebecca）は、1938年に発表されたイギリスの作家ダフニ・デュ・モーリエ作の小説である。彼女の代表作のひとつと考えられている。この作品の大部分は彼女の夫の赴任地であるアレキサンドリアで書かれた。作品名の「レベッカ」は物語の語り手である「わたし」の夫であるマキシム・ド・ウィンターあるいはマキシム・デ・ウィンターの前妻の名前である。「わたし」はレベッカと同じ呼び方であるミセス・ド・ウィンターあるいはミセス・デ・ウィンターとのみ表されている。
映画作品として、1940年にはアルフレッド・ヒッチコック監督の『レベッカ』が、2020年にはベン・ウィートリー監督の『レベッカ』が公開された。他にも同じ題名でミュージカル化されている。

## あらすじ
ヴァン・ホッパー夫人の付き人（レディズ・コンパニオン）としてモンテカルロのホテルにやってきた「わたし」は、そこでイギリスの大金持ちの貴族であるマキシムと出会い、2人は恋に落ちる。マキシムは1年前にヨット事故で前妻レベッカを亡くしていたのだが、彼女はマキシムの後妻として、コーンウォール地方マンダレイにある彼の大邸宅へ行く決意をする。美しい自然に恵まれ、多くの使用人がいる邸宅の女主人として、控えめながらやっていこうとする彼女だったが、不遇な境遇のため、人に使われたことはあっても使ったことのない「わたし」には、戸惑うことばかりだった。以前からの使用人、ことにかつてのレベッカ付きの使用人で、今なお邸宅を取り仕切るダンヴァース夫人にはなかなか受け入れてもらえない。屋敷の調度は前妻レベッカの趣味で整えられ、新参の「わたし」は内心不満に思いながらも、その中で暮らしていくしかなかった。次第に「わたし」は前妻レベッカの、見えない影に精神的に追いつめられていく。しかし、後半ではマキシムの隠された過去やマキシムですら知らなかったレベッカの一面が次々と明らかになっていく。

## 邦訳
- 大久保康雄 訳『レベッカ 若き娘の手記』 上、三笠書房、1939年。
大久保康雄 訳『レベッカ 若き娘の手記』 下、三笠書房、1939年。
  - 大久保康雄 訳『レベッカ 若き娘の手記』 1巻、ダヴィッド社、1950年。
大久保康雄 訳『レベッカ 若き娘の手記』 2巻、ダヴィッド社、1950年。
  - 大久保康雄 訳『レベッカ 若き娘の手記』 第1集別巻4、河出書房〈世界文学全集 グリーン版〉、1960年。
  - 大久保康雄 訳『レベッカ』 上、新潮社〈新潮文庫〉、1971年。ISBN 9784102002018。
大久保康雄 訳『レベッカ』 下、新潮社〈新潮文庫〉、1971年。ISBN 9784102002025。
- 茅野美ど里 訳『レベッカ』 上、新潮社〈新潮文庫〉、2008年。ISBN 9784102002032。
茅野美ど里 訳『レベッカ』 下、新潮社〈新潮文庫〉、2008年。ISBN 9784102002049。